# 复盛站
复盛站位于中华人民共和国重庆市江北区复盛镇，是宁蓉线渝利段和郑渝高速铁路渝万北段上的车站，2017年1月20日通车营运，由成都铁路局管辖。

## 車站周邊
- 重庆轨道交通复盛站
- 重庆绕城高速公路
- 复盛镇政府
- 重庆欧米快捷酒店
- 安博重庆两江新区物流中心